# Lakshmi Shankar
Pour les articles homonymes, voir Shankar.
Lakshmi Shankar est une chanteuse indienne, née Lakshmi Sastri le 16 juin 1926 à Mambalam (en) (Madras, Inde), morte le 30 décembre 2013.

## Biographie
Lakshmi Shankar est née en 1926, issue d'une famille de brahmanes. Son père, Bhimrao Shastri, est un sanskritiste qui a participé activement à la lutte pour la liberté en Inde et a été un proche collaborateur de Mahatma Gandhi. Elle se forme dans un premier temps à la danse (le bharata natyam). Elle est l'élève du danseur et chorégraphe Uday Shankar. Une maladie l'oblige à mettre un terme à sa carrière de danseuse et l'amene au chant,. Elle devient une interprète de la Patiala gharana (en), réputée pour ses interprétations de thumri et de khyal.
Ayant épousé Rajendra Shankar, l'un des frères de Uday, elle est la belle-sœur de Ravi Shankar. Le couple s'installe à Bombay. Elle se produit comme chanteuse dans différents films de Bollywood. Dans les années 1960, elle est chanteuse et directrice de ballet de la troupe d'Uday Shankar. À partir de 1970, elle effectue ses premiers concerts, en soliste, en Italie et en Iran. Lors d'une tournée de George Harrison et Ravi Shankar aux États-Unis en 1974, Ravi Shankar doit interrompre momentanément sa prestation, étant malade, et c'est elle qui prend la tête de la troupe de musiciens indiens le temps qu'il se rétablisse. Elle figure également, au début des années 1980, dans la bande originale du film de Richard Attenborough consacré à Gandhi.
Elle meurt fin décembre 2013, en Californie.

## Discographie (sélection)
LP records
- The Voice of Lakshmi Shankar, World Pacific, US, 1969
- Le chant indien, classique et dévotionnel, Stil discothèque, France, 1976
- Les Heures et les Saisons, Ocora, France, studio 107 de Radio France 1983, 1987

CDs
- Les Heures et les Saisons, Ocora, 1985
- Chants de dévotion / Songs of Devotion – Auvidis (Ethnic), France, 1990

Collaborations
- Nor Dar et Lakshmi Shankar, Ampel'a, Libra Music, 2000